# Gouvernement Frederiksen I
Ne doit pas être confondu avec Gouvernement Frederiksen II.
Royaume de Danemark
Rasmussen III Mette Frederiksen II
Le gouvernement Mette Frederiksen I (en danois : Regeringen Mette Frederiksen) est le gouvernement du royaume de Danemark du 27 juin 2019 au 15 décembre 2022, durant la 69e législature du Folketing.

## Coalition et historique
Dirigé par la nouvelle Première ministre sociale-démocrate Mette Frederiksen, ancienne ministre de la Justice, ce gouvernement minoritaire est constitué par la social-démocratie (SD), qui dispose seule de 48 députés sur 179, soit 26,8 % des sièges du Folketing. Il bénéficie du soutien sans participation du Parti social-libéral (RV), du Parti populaire socialiste (SF) et la Liste de l'unité (ERG), qui disposent ensemble de 43 parlementaires.
Il est formé à la suite des élections législatives du 5 juin 2019.
Il succède ainsi au troisième gouvernement du Premier ministre libéral Lars Løkke Rasmussen, constitué et soutenu par une coalition minoritaire entre le Parti libéral (V), l'Alliance libérale (LA) et le Parti populaire conservateur (KF). Il bénéficiait du soutien sans participation du Parti populaire danois (DF).

### Formation
Au cours du scrutin, la SD confirme sa position de premier parti du pays mais ne gagne qu'un seul siège, tandis que le V retrouve sa deuxième place devant le DF. Les bons résultats du RV et du SF, qui parviennent tous les deux à doubler leur nombre de sièges, permettent au « bloc rouge », association de quatre partis de gauche et centre gauche, de remporter une claire majorité au Parlement.
Le 26 juin, après avoir conclu un accord avec le Parti social-libéral, le Parti populaire socialiste et la Liste de l'unité, Frederiksen est chargée par la reine Margrethe II de constituer le nouvel exécutif danois. Elle assume un programme prévoyant 70 % de réduction des gaz à effet de serre d'ici 2030, le recrutement d'enseignants, la hausse des minima sociaux, l'accélération de l'intégration des étrangers, et le maintien global de la politique migratoire très restrictive.
Elle prend ses fonctions le lendemain, présentant un cabinet exclusivement social-démocrate réunissant 19 ministres, dont six femmes.

## Composition

### Initiale (27 juin 2019)
| Fonction                                                                                                | Titulaire | Titulaire                  | Parti |
| --- | --------- | -------------------------- | ----- |
| Première ministre                                                                                       |           | Mette Frederiksen          | SD    |
| Ministre des Finances                                                                                   |           | Nicolai Wammen             | SD    |
| Ministre des Affaires étrangères                                                                        |           | Jeppe Kofod                | SD    |
| Ministre de la Justice                                                                                  |           | Nick Hækkerup              | SD    |
| Ministre des Affaires sociales et de l'Intérieur                                                        |           | Astrid Krag                | SD    |
| Ministre de la Fiscalité                                                                                |           | Morten Bødskov             | SD    |
| Ministre du Climat, de l'Énergie et de l'Approvisionnement                                              |           | Dan Jørgensen              | SD    |
| Ministre de l'Alimentation, de la Pêche et de l'Égalité des chances Ministre de la Coopération nordique |           | Mogens Jensen              | SD    |
| Ministre de la Santé et des Personnes âgées                                                             |           | Magnus Heunicke            | SD    |
| Ministre des Transports                                                                                 |           | Benny Engelbrecht          | SD    |
| Ministre du Développement international                                                                 |           | Rasmus Prehn               | SD    |
| Ministre de l'Enfance et de l'Éducation                                                                 |           | Pernille Rosenkrantz-Theil | SD    |
| Ministre de la Défense                                                                                  |           | Trine Bramsen              | SD    |
| Ministre de l'Enseignement supérieur et de la Science                                                   |           | Ane Halsboe-Jørgensen      | SD    |
| Ministre de l'Industrie, du Commerce et des Affaires financières                                        |           | Simon Kollerup             | SD    |
| Ministre de l'Immigration et de l'Intégration                                                           |           | Mattias Tesfaye            | SD    |
| Ministre de l'Emploi                                                                                    |           | Peter Hummelgaard Thomsen  | SD    |
| Ministre du Logement                                                                                    |           | Kaare Dybvad               | SD    |
| Ministre de l'Environnement                                                                             |           | Lea Wermelin               | SD    |
| Ministre de la Culture Ministre des Affaires ecclésiastiques                                            |           | Joy Mogensen               | SD    |

### Remaniement du 19 novembre 2020
- Par rapport à la composition précédente, les nouveaux ministres sont indiqués en gras, ceux ayant changé d'attributions le sont en italique.

| Fonction | Titulaire | Titulaire                                                   | Parti |
| --- | --------- | ----------------------------------------------------------- | ----- |
| Première ministre                                                                                                   |           | Mette Frederiksen                                           | SD    |
| Ministre des Finances                                                                                               |           | Nicolai Wammen                                              | SD    |
| Ministre des Affaires étrangères                                                                                    |           | Jeppe Kofod                                                 | SD    |
| Ministre de la Justice                                                                                              |           | Nick Hækkerup                                               | SD    |
| Ministre des Affaires sociales et de l'Intérieur Ministre des Affaires sociales et des Personnes âgées (21/01/2021) |           | Astrid Krag                                                 | SD    |
| Ministre de la Fiscalité                                                                                            |           | Morten Bødskov                                              | SD    |
| Ministre du Climat, de l'Énergie et de l'Approvisionnement                                                          |           | Dan Jørgensen                                               | SD    |
| Ministre de l'Alimentation, de l'Agriculture et de la Pêche                                                         |           | Rasmus Prehn                                                | SD    |
| Ministre de la Santé et des Personnes âgées Ministre de la Santé (21/01/2021)                                       |           | Magnus Heunicke                                             | SD    |
| Ministre des Transports                                                                                             |           | Benny Engelbrecht                                           | SD    |
| Ministre du Développement international Ministre de la Coopération nordique                                         |           | Flemming Møller Mortensen                                   | SD    |
| Ministre de l'Enfance et de l'Éducation                                                                             |           | Pernille Rosenkrantz-Theil                                  | SD    |
| Ministre de la Défense                                                                                              |           | Trine Bramsen                                               | SD    |
| Ministre de l'Enseignement supérieur et de la Science                                                               |           | Ane Halsboe-Jørgensen (jusqu'au 16/08/2021) Jesper Petersen | SD    |
| Ministre de l'Industrie, du Commerce et des Affaires financières                                                    |           | Simon Kollerup                                              | SD    |
| Ministre de l'Immigration et de l'Intégration                                                                       |           | Mattias Tesfaye                                             | SD    |
| Ministre de l'Emploi Ministre de l'Égalité                                                                          |           | Peter Hummelgaard Thomsen                                   | SD    |
| Ministre du Logement Ministre de l'Intérieur et du Logement (21/01/2021)                                            |           | Kaare Dybvad                                                | SD    |
| Ministre de l'Environnement                                                                                         |           | Lea Wermelin                                                | SD    |
| Ministre de la Culture Ministre des Affaires ecclésiastiques                                                        |           | Joy Mogensen (jusqu'au 16/08/2021) Ane Halsboe-Jørgensen    | SD    |

### Remaniements du 4 février 2022
- Par rapport à la composition précédente, les nouveaux ministres sont indiqués en gras, ceux ayant changé d'attributions le sont en italique.

| Fonction                                                                    | Titulaire | Titulaire                  | Parti |
| --------------------------------------------------------------------------- | --------- | -------------------------- | ----- |
| Première ministre                                                           |           | Mette Frederiksen          | SD    |
| Ministre des Finances                                                       |           | Nicolai Wammen             | SD    |
| Ministre des Affaires étrangères                                            |           | Jeppe Kofod                | SD    |
| Ministre de la Justice                                                      |           | Nick Hækkerup              | SD    |
| Ministre des Affaires sociales et des Personnes âgées                       |           | Astrid Krag                | SD    |
| Ministre de la Fiscalité                                                    |           | Jeppe Bruus Christensen    | SD    |
| Ministre du Climat, de l'Énergie et de l'Approvisionnement                  |           | Dan Jørgensen              | SD    |
| Ministre de l'Alimentation, de l'Agriculture et de la Pêche                 |           | Rasmus Prehn               | SD    |
| Ministre de la Santé                                                        |           | Magnus Heunicke            | SD    |
| Ministre des Transports Ministre de l'Égalité                               |           | Trine Bramsen              | SD    |
| Ministre du Développement international Ministre de la Coopération nordique |           | Flemming Møller Mortensen  | SD    |
| Ministre de l'Enfance et de l'Éducation                                     |           | Pernille Rosenkrantz-Theil | SD    |
| Ministre de la Défense                                                      |           | Morten Bødskov             | SD    |
| Ministre de l'Enseignement supérieur et de la Science                       |           | Jesper Petersen            | SD    |
| Ministre de l'Industrie, du Commerce et des Affaires financières            |           | Simon Kollerup             | SD    |
| Ministre de l'Immigration et de l'Intégration                               |           | Mattias Tesfaye            | SD    |
| Ministre de l'Emploi                                                        |           | Peter Hummelgaard Thomsen  | SD    |
| Ministre de l'Intérieur et du Logement                                      |           | Kaare Dybvad               | SD    |
| Ministre de l'Environnement                                                 |           | Lea Wermelin               | SD    |
| Ministre de la Culture Ministre des Affaires ecclésiastiques                |           | Ane Halsboe-Jørgensen      | SD    |

### Remaniements du 2 mai 2022
- Par rapport à la composition précédente, les nouveaux ministres sont indiqués en gras, ceux ayant changé d'attributions le sont en italique.

| Fonction                                                                    | Titulaire | Titulaire                  | Parti |
| --------------------------------------------------------------------------- | --------- | -------------------------- | ----- |
| Première ministre                                                           |           | Mette Frederiksen          | SD    |
| Ministre des Finances                                                       |           | Nicolai Wammen             | SD    |
| Ministre des Affaires étrangères                                            |           | Jeppe Kofod                | SD    |
| Ministre de la Justice                                                      |           | Mattias Tesfaye            | SD    |
| Ministre des Affaires sociales et des Personnes âgées                       |           | Astrid Krag                | SD    |
| Ministre de la Fiscalité                                                    |           | Jeppe Bruus Christensen    | SD    |
| Ministre du Climat, de l'Énergie et de l'Approvisionnement                  |           | Dan Jørgensen              | SD    |
| Ministre de l'Alimentation, de l'Agriculture et de la Pêche                 |           | Rasmus Prehn               | SD    |
| Ministre de la Santé                                                        |           | Magnus Heunicke            | SD    |
| Ministre des Transports Ministre de l'Égalité                               |           | Trine Bramsen              | SD    |
| Ministre du Développement international Ministre de la Coopération nordique |           | Flemming Møller Mortensen  | SD    |
| Ministre de l'Enfance et de l'Éducation                                     |           | Pernille Rosenkrantz-Theil | SD    |
| Ministre de la Défense                                                      |           | Morten Bødskov             | SD    |
| Ministre de l'Enseignement supérieur et de la Science                       |           | Jesper Petersen            | SD    |
| Ministre de l'Industrie, du Commerce et des Affaires financières            |           | Simon Kollerup             | SD    |
| Ministre de l'Immigration et de l'Intégration                               |           | Kaare Dybvad               | SD    |
| Ministre de l'Emploi                                                        |           | Peter Hummelgaard Thomsen  | SD    |
| Ministre de l'Intérieur et du Logement                                      |           | Christian Rabjerg Madsen   | SD    |
| Ministre de l'Environnement                                                 |           | Lea Wermelin               | SD    |
| Ministre de la Culture Ministre des Affaires ecclésiastiques                |           | Ane Halsboe-Jørgensen      | SD    |